# لارلند (آیووا)
لارلند (به انگلیسی: Larland) یک منطقهٔ مسکونی در ایالات متحده آمریکا است که در آیووا واقع شده‌است. لارلند ۴۱۷٫۸۹ متر بالاتر از سطح دریا واقع شده‌است.